# FSO Polonez Analog
FSO Polonez Analog – prototyp polskiego samochodu z napędem na cztery koła, tworzonego w latach 1994–1996 na bazie FSO Poloneza Trucka.

## Historia i opis samochodu

### Początki
Równolegle z pracami na dostawczą wersją Truck trwały prace nad jego wersją z napędem na obie osie. W latach 1986–1989 zaprojektowano, wykonano i przebadano prototyp Poloneza Pick-up z napędem na cztery koła. Auto zaprezentowano w maju 1988 roku. Różnice względem prototypowego pick-upa, poza układami przeniesienia napędu i zawieszenia, obejmowały wzmocnioną podłogę oraz zmienioną konstrukcje podłużnic ramy. Koło zapasowe przeniesiono pod skrzynię ładunkową (ze względu na to że samochód był wyższy), zamontowano też dodatkowe stopnie ułatwiające wchodzenie. Tylne zawieszenie wyposażone zostało w dodatkowy stabilizator, w przednim piasty i zwrotnice zostały przystosowane do przenoszenia napędu. Wszystkie wały napędowe pochodziły z seryjnego Poloneza, zaś przedni most był modernizacją tylnego. Półosie napędowe pochodziły z terenowej Łady Nivy.

### Analog

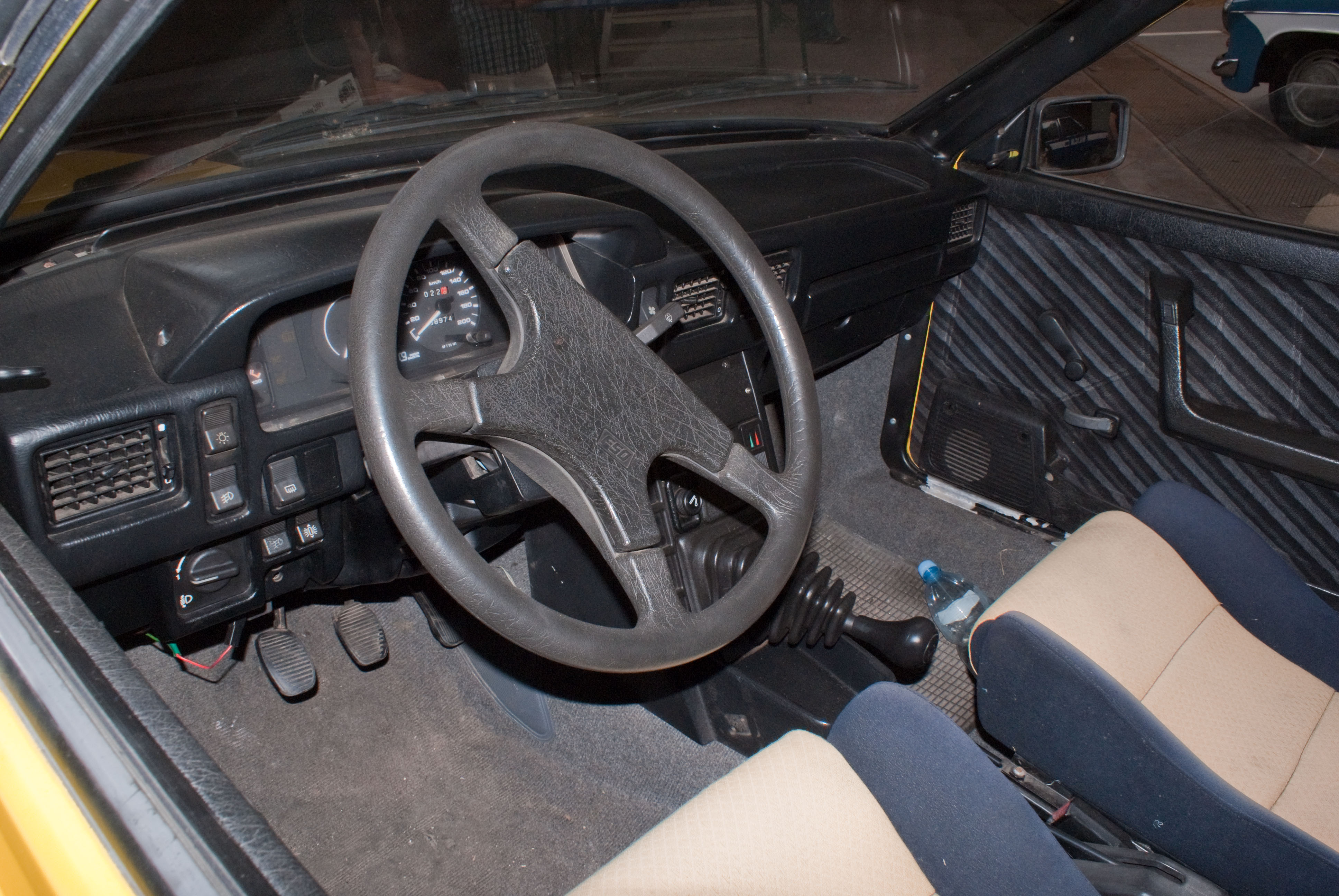
Wnętrze FSO Polonez Analog

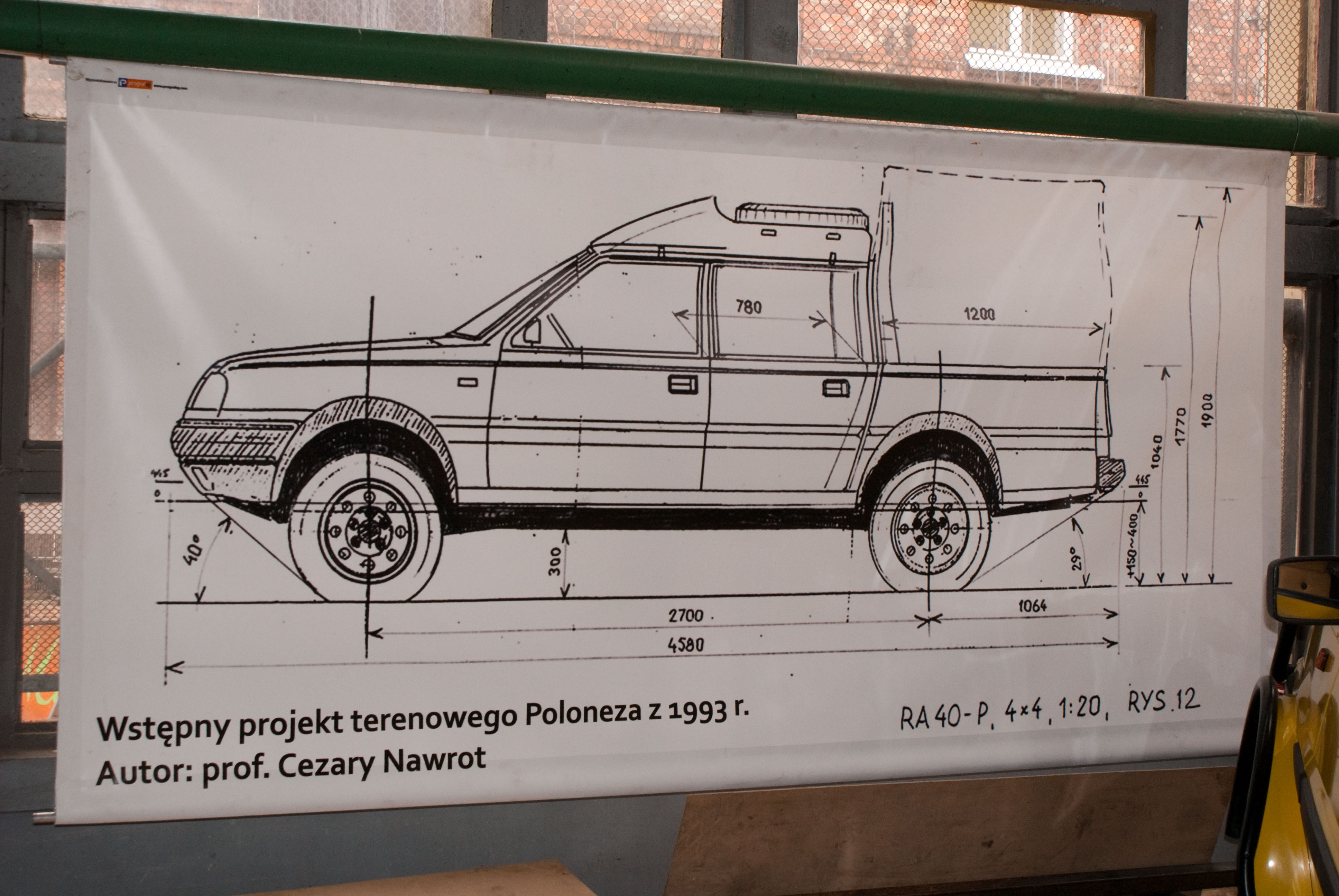
Wstępny projekt terenowego Poloneza z 1993 roku autorstwa Cezarego Nawrota

W roku 1993 zbudowano pierwszy prototyp - Analog 1. Był to zwykły dwuosobowy Polonez  TRUCK (koloru białego) ze stałym napędem na przednią oś. Przednie zawieszenie oraz układ hamulcowy został wzięty z Łady Samary, aczkolwiek zostało zmodyfikowane. Skrzynia biegów i przekładnia główna zostały zapożyczone z Subaru Leone. Tylne zawieszenie było oparte na sztywnym moście na wahaczach wzdłużnych, wleczonych i sprężynach śrubowych, natomiast w zawieszeniu przednim zastosowano MacPhersona. Dodatkowo tylny most był wyposażony w blokadę mechanizmu różnicowego.
Po dobrych wynikach badań, które umożliwiały dalsze pracę nad projektem, zbudowano kolejny prototyp – "Analog 2". Analog 2 był zbudowany na bazie samochodu osobowego. Przednie zawieszenie było na kolumnach McPhersona, tylne zaś na sprężynach i wahaczach wleczonych. Zastosowanie sprężyn zamiast resorów piórowych, pozwoliło na zmniejszenie nadkoli, dzięki czemu było więcej miejsca na tylnej kanapie. "Analog 3" miał być połączeniem dwóch poprzednich prototypów, jednak posiadać już miał napęd na cztery koła, zrezygnowano jednak z budowy tego przedprototypu i wykonano prototyp o nazwie "Analog 4". Nadwozie zaprojektował Cezary Nawrot. Zawieszenie było takie samo jak te w poprzednich modelach. W Analogu nie było międzyosiowego mechanizmu różnicowego, napęd przenosiła mechaniczna pięciobiegowa skrzynia biegów z dodatkowym przełożeniem do jazdy terenowej i wbudowanym mechanizmem różnicowym.
Na Międzynarodowych Targach Poznańskich 30 kwietnia 1994 roku, zaprezentowano model "Analog 4". W sumie wyprodukowano 7 sztuk. Jeden z egzemplarzy posiadał silnik Diesla 1.9 o mocy 70 KM, pozostałe sześć samochodów miało jednostki 1.6. Między samochodami nieznaczne były też różnice w wyglądzie, tylne światła pochodziły z Trucka, Tarpana, czy od Polskiego Fiata 125p kombi lub pick-up. Różniły się też tylne boczne drzwi, niektóre posiadały takie same jak w osobowych Caro lub też zakończone kątem prostym. Badania nad terenowym Polonezem wstrzymano, gdy nowym właścicielem FSO zostało południowokoreańskie Daewoo.